# 玉野市消防本部
玉野市消防本部（たまのししょうぼうほんぶ）は、岡山県玉野市の消防部局（消防本部）。管轄区域は玉野市全域。

## 概要
- 管内面積：103.61km2
- 職員定数：122人
- 消防署1カ所、分署2カ所
- 主力機械（2017年4月1日現在）
  - 普通消防ポンプ自動車：6　全車CD-I型
  - 水槽付消防ポンプ自動車：1
  - 屈折はしご付消防自動車：1　25M級
  - 化学消防自動車：1　II型
  - 大型水槽車：1　II型
  - 高規格救急自動車：6
  - 救助工作車：1　II型
  - 指揮車：2
  - 査察車：1
  - 広報車：4
  - 搬送車：2
  - マイクロバス：1

## 沿革
- 1953年5月1日　玉野市消防本部を設置する。
- 1953年7月1日　玉野市消防署を設置する。
- 1953年7月17日　消防本部・消防署庁舎が落成する。
- 1953年12月13日　築港分遣所を開設する。
- 1964年9月1日　築港分遣所を築港出張所に改称する。
- 1965年9月29日　救急業務を開始する。
- 1970年12月25日　和田出張所を開設する。
- 1972年4月1日　消防本部・消防署庁舎を現在地に新築し移転する。消防本部に課制を導入する。築港出張所を廃止する。
- 1972年6月1日　児島郡灘崎町の消防事務を受託し、業務を開始する。
- 1973年8月30日　はしご付消防自動車を配備する。
- 1974年3月30日　用吉出張所を開設する。
- 1974年10月1日　化学消防自動車を配備する。
- 1977年10月1日　東児出張所を開設する。用吉出張所を荘内出張所に改称する。
- 1982年11月24日　救助工作車を配備する。
- 1983年11月1日　八浜出張所を開設する。
- 1995年2月10日　高規格救急自動車を配備する。
- 1996年12月1日　灘崎出張所を開設する。
- 2000年11月7日　消防本部公式Webサイトを開設する。
- 2001年11月8日　高規格救急自動車を荘内出張所へ配備する。
- 2005年3月21日　灘崎町の消防事務受託を廃止する。
- 2005年 3月22日　灘崎町の岡山市への編入合併に伴い、灘崎出張所を岡山市へ移管する。
- 2021年4月2日　玉野市消防署所再編事業が完了し、移転した新消防庁舎・消防署及び分署の運用を開始する。

## 組織
- 本部－消防総務課、予防課、警防課
- 消防署

## 消防署
| 消防署       | 住所                                  | 分署                                                    |
| ------------ | ------------------------------------- | ------------------------------------------------------- |
| 玉野市消防署 | 田井２丁目４５０２番地 (みやま公園内) | 西分署：玉原３丁目８００番地４ 東分署：山田９８９番地１ |